# Tierra en la lengua
Tierra en la lengua es una película dramática colombiana de 2014 dirigida y escrita por Rubén Mendoza y protagonizada por Jairo Salcedo, Gabriel Mejía, Alma Rodríguez y Richard Córdoba. En 2014 ganó el premio especial del jurado en el Festival Internacional de Cine de La Habana y un año después ganó un Premio Macondo en la categoría "mejor actriz de reparto" para Alma Rodríguez.

## Sinopsis
Silvio Vega es un anciano que vivió en carne propia la etapa de la violencia en el campo colombiano. Cansado de su vida, un día se llevó a sus dos nietos de paseo por los llanos orientales, con el fin de convencerlos en el camino de que lo asesinen antes de que la vejez lo haga.

## Reparto
- Jairo Salcedo
- Gabriel Mejía
- Alma Rodríguez
- Richard Córdoba